# Henri Goublier
Henri Goublier fils, de son vrai nom Henri Jean Conin, né le 14 mars 1888 dans le 10e arrondissement de Paris et mort le 23 mai 1951 dans le 17e arrondissement, est un compositeur français, fils du compositeur et chef d'orchestre Gustave Goublier.

## Biographie
Né dans une famille de mélomanes, le jeune Henri Goublier se passionne pour la musique. Son père étant très pris par son métier, c'est son frère aîné Émile qui lui apprendra la musique. La mort soudaine de son frère le laisse désemparé. Il trouve un emploi de musicien au théâtre de la Gaîté-Lyrique à Paris.
En 1913, il compose sa première opérette, Mam’zelle Vésuve.
En 1915, il compose l'opérette  La cocarde de Mimi-Pinson avec la collaboration de Maurice Ordonneau et Francis Gally. Cette comédie est un énorme succès en raison du contexte de la Grande Guerre et du thème abordé concernant le travail de fabrication de cocardes tricolores par des midinettes surnommées les Mimi Pinsons.
En 1916, il crée l'opérette La demoiselle du printemps ; l'année suivante il réalise une nouvelle opérette sur le thème de la guerre avec La fiancée du lieutenant ; en 1919 il met en scène sa nouvelle création Un mariage parisien; et en 1920, son opérette L' Héritière en loterie est créée à Liège sous la direction d'Édouard Daurelly.
Dans les années 1920, il décentralise les projets théâtraux autour de Paris avec l'organisation des Théâtres du Consortium.
Dans les années 1930, il continue à composer d'autres opérettes. En 1931, Billy Bill ; en 1935, La nuit est belle. Il part avec une troupe de comédiens en Amérique du Sud pour jouer plusieurs opérettes.
En 1932, il composa la musique du film La Voix qui meurt de Gennaro Dini et produit par Georges Monca, ainsi que celle du film Le Billet de logement de Charles-Félix Tavano et Zizi en 1935.
En 1937, il compose la musique de la chanson pacifiste Giroflé, Girofla sur les paroles de la défunte poétesse allemande Rosa Holt.
En 1940, il composa la musique du film Le Diamant noir de Jean Delannoy.
En 1941, il compose également la musique du film Fièvres de Jean Delannoy. La même année il compose la musique du film L'Âge d'or de Jean de Limur.
En 1942, il compose une nouvelle opérette, Carnaval, et la musique de deux films : L'Ange gardien de Jacques de Casembroot, Haut-le-Vent de Jacques de Baroncelli.
En 1943, il réalise la musique de L'Homme qui vendit son âme de Jean-Paul Paulin.
Après la Seconde Guerre mondiale, Henri Goublier compose encore deux opérettes, Le mariage de Chiffon (d'après le roman de Gyp) et Jour de bal.
En 1950, il compose une dernière œuvre pour le film La nuit s'achève de Pierre Méré.
Henri Goublier fils meurt le 23 mai 1951 en son domicile 98 boulevard Malesherbes. Il est enterré dans le caveau familial au cimetière du Père-Lachaise (4e division) à côté de son père.